# Messor atanassovii
Messor atanassovii es una especie de hormiga del género Messor, subfamilia Myrmicinae. 

## Distribución
Esta especie se encuentra en Bulgaria.